# Данилюк Василь Степанович
Василь Степанович Данилюк (25 серпня 1970, с. Розтоки, Путильський район, Чернівецька область) — український співак, заслужений артист України (2008), народний артист України (2021), артист Чернівецької обласної філармонії.

## Біографія
Народився 25.08.1970 р., с. Розтоки Путильського району Чернівецької області. Закінчив Розтоцьку СШ (1985), Чернівецьке музичне училище ім. С. Воробкевича (1989), служив у Радянській армії, працював солістом естрадного гурту «Багряна зірка». У 1991 р. почав трудову діяльність викладачем музики Путильської дитячої музичної школи, з 1993 р. — артист оркестру Чернівецького обласного об'єднання музичних ансамблів, з 1995 р. — соліст Чернівецької обласної філармонії, де працював під керівництвом народного артиста України Левка Дутковського. У 2006 р. вступив до Чернівецького національного університету ім. Ю. Федьковича на кафедру музики, який закінчив у 2009 р. У листопаді 2008 р. повертається в Чернівецьку філармонію на посаду соліста-вокаліста та керівника естрадного колективу. 30.03.2009 р. прийнятий до творчої спілки «Асоціація діячів естрадного мистецтва України».

## Творча діяльність
Під час військової служби працював солістом естрадного гурту «Багряна зірка», яким керував композитор, нині заслужений діяч мистецтв України В. В. Домшинський, 1991 р. — солістом гурту «Згарда», де провідним солістом був народний артист України Іван Попович. Творчо працює з композиторами, бере участь в концертній діяльності. У 1992 р. стає лауреатом Міжнародного гуцульського фестивалю (1 премія), Міжнародного пісенного фестивалю «Доля» (2 премія). У 1993 р. на Міжнародному пісенному фестивалі «Золоті трембіти» (м. Тернопіль) представив твір Мирослава Скорика «Намалюй мені ніч». У 1998 р. на Всеукраїнському фестивалі «Пісенний вернісаж» рок-кантата Левка Дутковського «Діва Марія» здобула Гран-прі, одним з виконавців якої був Василь Данилюк.

## Мистецькі дійства
У січні 2003 р. на сцені Чернівецького музично-драматичного театру ім. Ольги Кобилянської відбувся творчий вечір «У Василя на Василя». У 2003 р. пісня Василя Михайлюка «Анничка» у виконанні Василя Данилюка ввійшла у саунд-трек кінострічки «Один у полі воїн» режисера Геннадія Вірсти. 2005 р. Чернівецька Держтелерадіокомпанія створила музичний фільм про В. С. Данилюка «Розтоки» (режисер Антоніна Фантух), який побачили у 62 країнах, трансляцію якого здійснив Київський телеканал УТР. У лютому 2008 р. дав у Чернівцях другий сольний концерт «Незнайомка» (продюсер заслужений діяч мистецтв України Семен Цидельковський), у супроводі гурту «Метроном».

## Найвідоміші пісні у виконанні Василя Данилюка
«Морозенко» (сл. Т. Коломієць, муз. В. Домшинський), «Чугайстер» (сл. В. Вахновський, муз. І. Іванців), «Буковиночки»(сл. І. Богданюк, муз. В. Рурак), «Дивні чари» (сл. Г. Дущак, муз. Ю. Холоменюк), «Україна моя вишиванка» (сл. М. Булах, муз. В. Домшинський), «Сніжинки падають» (сл. А. Фартушняк, муз. Л. Дутковський), «Закохані» (сл. Г. Терехов, муз. В. Будейчук).

## Нагороди, відзнаки
- Заслужений артист України (2008).
- Народний артист України (2021).
- Медаль «На славу Чернівців».